# Maja Bajević
Maja Bajević, née en 1967 à Sarajevo, est une photographe, une performeuse et une vidéaste bosnienne. 

## Biographie
Maja Bajević est née en 1967 à Sarajevo.
Elle prolonge ses études à Paris en 1991, elle obtient une bourse d'études aux beaux arts. Elle est diplômée des beaux-arts de Sarajevo et de Paris. À la fin de ses études, elle ne peut rentrer dans son pays d'origine, en guerre. Son travail d'artiste commence dans l'exil. Elle revient à Sarajevo en 1998 : la vie culturelle y a repris partiellement, mais la situation reste très difficile. De nationalité yougoslave, elle prend la nationalité française en 2003. Depuis, elle vit et travaille entre Sarajevo, Berlin et Paris. 

## Créations
Elle fait de la vidéo, des performances, de la photographie et des installations. Elle travaille principalement en Europe. Son travail est engagé sur des questions politiques et économiques actuelles. À travers son travail, Maja Bajević fait revivre des habitudes et des pratiques traditionnelles comme un dernier rempart contre la standardisation grandissante dans le monde moderne.
Maja Bajevic a participé notamment à la 50e Biennale de Venise (pavillon de Bosnie-Herzégovine), et a exposé également dans cette même ville de Venise, en dehors de la biennale, Blood & Honey: Future is in the Balkans, ou encore à la Biennale d'Istanbul en 2001, à Manifesta 3, à Ljubljana, en Slovénie, à Madrid en 2011, etc.,,. 